# River Trent

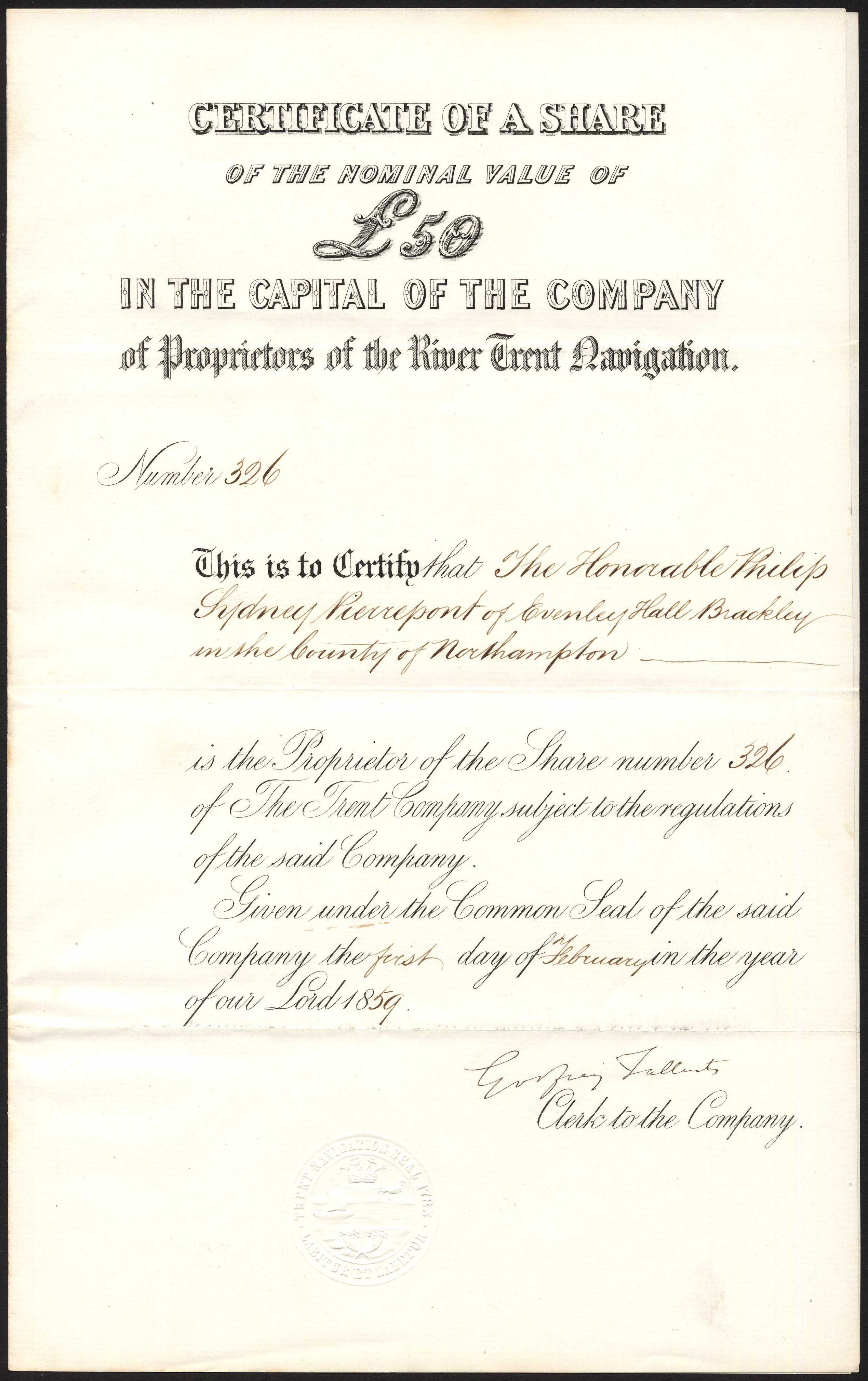
Aktie der Company of Proprietors of the River Trent Navigation vom 1. Februar 1859

Der Trent ist mit einer Länge von 297 Kilometern der drittlängste Fluss Großbritanniens. Die Quelle befindet sich bei Biddulph Moor in der Grafschaft Staffordshire. Der Trent fließt durch die Midlands und mündet zusammen mit dem Ouse in den zur Nordsee offenen Humber-Ästuar.
Die wichtigsten Nebenflüsse sind Derwent, Soar und Tame. Folgende Städte liegen am Fluss: Stoke-on-Trent, Burton-upon-Trent, Nottingham und Newark-on-Trent.